# 乙酸丁香油酚酯
乙酸丁香油酚酯是一种有机化合物，化学式为C12H14O3，可看作丁香油酚的乙酸酯，存在于丁子香、阿拉伯金合欢、蒌叶等许多植物中。